# Aleksei Voloşin
Aleksey Voloşïn (Kazachs: Алексей Волошин) (Petropavl, 23 oktober 1996) is een Kazachs wielrenner die anno 2018 rijdt voor Vino-Astana Motors.

## Carrière
Als junior werd Voloşïn derde in het nationale kampioenschap tijdrijden in 2013. Een jaar later eindigde hij op dezelfde plaats in de wegwedstrijd tijdens de Aziatische kampioenschappen.
In 2016 werd Voloşïn onder meer elfde in het eindklassement van de Ronde van Korea. In oktober werd hij dertiende in de Ronde van Almaty. Een week later stond Voloşïn aan de start van de ploegentijdrit op het wereldkampioenschap, waar hij met zijn ploeggenoten zestiende werd. In de wegwedstrijd voor beloften eindigde hij op plek 41.
In oktober 2017 werd Voloşïn wederom dertiende in de Ronde van Almaty, die ditmaal een tweedaagse etappekoers was. Een week later won hij de tweede etappe in de Ronde van Iran door Rob Ruijgh, Ilja Davidenok en Jesse Featonby te verslaan in een sprint met vier. De leiderstrui die hij daaraan overhield raakte hij twee dagen later kwijt aan Rob Ruijgh.

## Overwinningen
2017
2e etappe Ronde van Iran

## Ploegen
- 2015 –  Vino 4-ever
- 2016 –  Vino 4-ever SKO
- 2017 –  Vino-Astana Motors
- 2018 –  Vino-Astana Motors